# Середнє геометричне
Сере́днє геометри́чне (середнє пропорційне) декількох додатних чисел дорівнює кореню, степінь якого дорівнює кількості чисел, із добутку даних чисел.
Наприклад, середнє геометричне чисел 4 і 5 дорівнює {\displaystyle {\sqrt {4\cdot 5}}={\sqrt {20}}}.
Означення узагальнюється на довільну кількість чисел.
Середнє геометричне N чисел {\displaystyle a_{1},a_{2}\dots a_{N}} дорівнює кореню N-го степеня із добутку даних чисел.
Середнє геометричне N чисел {\displaystyle a_{1},a_{2}\dots a_{N}} дорівнює
{\displaystyle {\sqrt[{N}]{\prod _{i=1}^{N}a_{i}}}}

## Нерівність Коші-Буняковського
Середнє геометричне не перевищує середнього арифметичного.